# Report (Journalismus)
Ein Report (engl. report „Bericht“ von lat. reportare „zurückbringen, zusammentragen“) ist eine journalistische Darstellungsform. Der Report ist ausführlicher und oft anspruchsvoller als ein Bericht.
Es handelt sich um einen ausführlichen Hintergrundbericht mit dem ein komplexer Wirkungszusammenhang erklärt wird bzw. um eine Nachrichtensammlung, bei der ein Problem eingeschätzt und Lösungswege aufgezeigt werden.

## Weblink
- Wie wir arbeiten - journalistische Formate bei Spiegel Online. In: Spiegel Online. 25. März 2015, abgerufen am 29. März 2019.